# Mehdi Cheriet
Mehdi Cheriet (in arabo ميهدى تشيريت‎?; Tarare, 22 aprile 1987) è un ex cestista francese con cittadinanza algerina.

## Carriera
Con l'Algeria ha disputato due edizioni dei Campionati africani (2013, 2015).